# Open 13 2023
Open 13 Provence 2023 byl tenisový turnaj hraný na mužském profesionálním okruhu ATP Tour v Palais des Sports. Třicátý první ročník Open 13 probíhal mezi 20. až 26. únorem 2023 v jihofrancouzském Marseille na dvorcích s tvrdým povrchem.
Turnaj dotovaný 784 830 eury patří do kategorie ATP Tour 250. Nejvýše nasazeným singlistou se stal jedenáctý hráč světa Hubert Hurkacz z Polska. Jako poslední přímý účastník do hlavní soutěže zasáhl švýcarský 139. hráč žebříčku Stan Wawrinka. V důsledku invaze Ruska na Ukrajinu na konci února 2022 řídící organizace tenisu ATP, WTA a ITF s grandslamy rozhodly, že ruští a běloruští tenisté mohli dále na okruzích startovat, ale do odvolání nikoli pod vlajkami Ruska a Běloruska.
Šestý singlový titul na okruhu ATP Tour vyhrál 26letý Hubert Hurkacz. Čtyřhru ovládl mexicko-francouzský pár Santiago González a Édouard Roger-Vasselin, jehož členové získali první společnou trofej.

## Rozdělení bodů a finančních odměn

### Rozdělení bodů
| Soutěž  | Soutěž      | vítězové | finalisté | semifinalisté | čtvrtfinalisté | 16 v kole | 32 v kole | Q  | Q2 | Q1 |
| ------- | ----------- | -------- | --------- | ------------- | -------------- | --------- | --------- | -- | -- | -- |
| dvouhra | [ 1 ] [ 5 ] | 250      | 150       | 90            | 45             | 20        | 0         | 12 | 6  | 0  |
| čtyřhra | [ 6 ]       | 250      | 150       | 90            | 45             | 0         | —         | —  | —  | —  |

### Finanční odměny
| Soutěž                              | Soutěž      | vítězové  | finalisté | semifinalisté | čtvrtfinalisté | 16 v kole | 32 v kole | Q2      | Q1      |
| ----------------------------------- | ----------- | --------- | --------- | ------------- | -------------- | --------- | --------- | ------- | ------- |
| dvouhra                             | [ 1 ] [ 5 ] | 107 610 € | 62 770 €  | 36 905 €      | 21 385 €       | 12 420 €  | 7 585 €   | 3 795 € | 2 070 € |
| čtyřhra                             | [ 6 ]       | 37 390 €  | 20 000 €  | 11 730 €      | 6 560 €        | 3 860 €   | —         | —       | —       |
| částka ve čtyřhře je uvedena na pár |             |           |           |               |                |           |           |         |         |

## Mužská dvouhra

### Nasazení
| Stát                          | Hráč               | ATP | Nasazení |
| ----------------------------- | ------------------ | --- | -------- |
| Polsko                        | Hubert Hurkacz     | 10. | 1.       |
| Itálie                        | Jannik Sinner      | 14. | 2.       |
| Austrálie                     | Alex de Minaur     | 25. | 3.       |
| Bulharsko                     | Grigor Dimitrov    | 28. | 4.       |
| USA                           | Maxime Cressy      | 40. | 5.       |
| Belgie                        | David Goffin       | 41. | 6.       |
| Francie                       | Richard Gasquet    | 45. | 7.       |
| Švýcarsko                     | Marc-Andrea Hüsler | 7.  | 8.       |
| Žebříček ATP k 13. únoru 2023 |                    |     |          |

### Jiné formy účasti
Následující hráči obdrželi divokou kartu do hlavní soutěže:
- Geoffrey Blancaneaux
- Arthur Fils
- Luca Van Assche

Následující hráči postoupili z kvalifikace:
- Gijs Brouwer
- Lukáš Klein
- Laurent Lokoli
- Alexander Ritschard

### Odhlášení
před zahájením turnaj
- Pablo Carreño Busta → nahradil jej  Pablo Andújar
- Karen Chačanov → nahradil jej  Radu Albot
- Gaël Monfils → nahradil jej   Roman Safiullin
- Oscar Otte → nahradil jej  Elias Ymer
- Holger Rune → nahradil jej  Leandro Riedi

## Mužská čtyřhra

### Nasazení
| Stát                                                                                   | Hráč              | Stát               | Hráč                   | ATP  | Nasazení |
| -------------------------------------------------------------------------------------- | ----------------- | ------------------ | ---------------------- | ---- | -------- |
| Mexiko                                                                                 | Santiago González | Francie            | Édouard Roger-Vasselin | 58.  | 1.       |
| Francie                                                                                | Nicolas Mahut     | Francie            | Fabrice Martin         | 108. | 2.       |
| Belgie                                                                                 | Sander Gillé      | Belgie             | Joran Vliegen          | 111. | 3.       |
| Spojené království                                                                     | Julian Cash       | Spojené království | Henry Patten           | 129. | 4.       |
| Nizozemsko                                                                             | Sander Arends     | Nizozemsko         | David Pel              | 162. | 5.       |
| Žebříček ATP k 13. únoru 2023; číslo je součtem žebříčkového postavení obou členů páru |                   |                    |                        |      |          |

### Jiné formy účasti
Následující páry obdržely divokou kartu do hlavní soutěže:
- Arthur Fils /  Luca Van Assche
- Luca Sanchez /  Petros Tsitsipas

Následující pár nastoupil z pozice náhradníka:
- Romain Arneodo /  Sam Weissborn

### Odhlášení
před zahájením turnaje
- Julian Cash /  Henry Patten → nahradili je  Romain Arneodo /  Sam Weissborn
- Jérémy Chardy /  Fabrice Martin → nahradili je  Nicolas Mahut /  Fabrice Martin
- Diego Hidalgo /  Hunter Reese → nahradili je  Marco Bortolotti /  Sergio Martos Gornés
- Ugo Humbert /  Nicolas Mahut → nahradili je  Andrew Harris /  John-Patrick Smith

## Přehled finále

### Mužská dvouhra
- Hubert Hurkacz vs.  Benjamin Bonzi, 6–3, 7–6(7–4)

### Mužská čtyřhra
- Santiago González /  Édouard Roger-Vasselin vs.  Nicolas Mahut /  Fabrice Martin, 4–6, 7–6(7–4), [10–7]